# András Tóth
András Tóth   (Újpest, 5 de setembre de 1949) fou un futbolista hongarès de la dècada de 1970.
Fou 17 cops internacional amb la selecció de futbol d'Hongria amb la qual participà a la Copa del Món de Futbol de 1978.
Pel que fa a clubs, defensà els colors de Újpesti Dózsa i Lierse SK.